# 屯田防風林

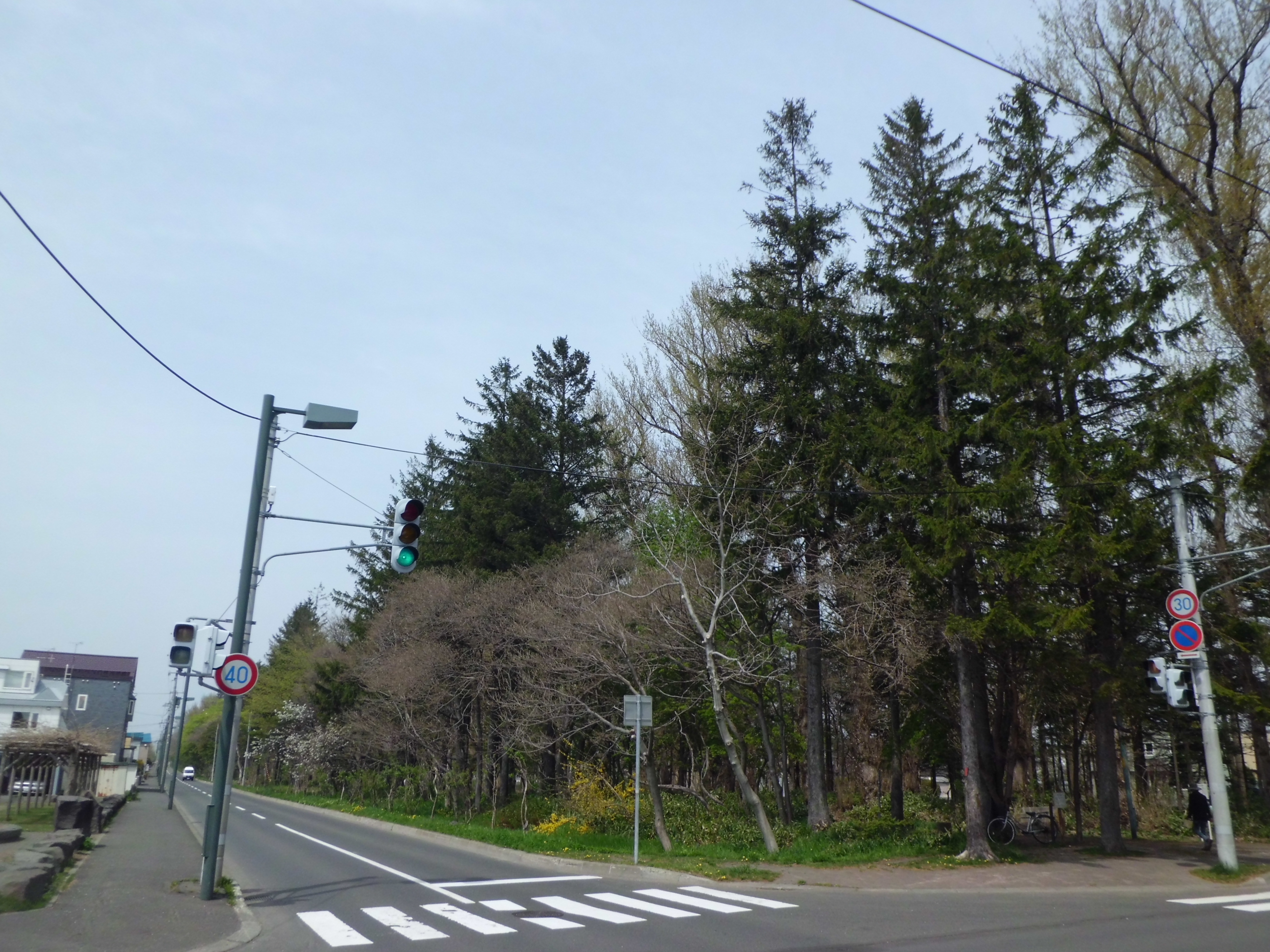
屯田防風林

屯田防風林（とんでんぼうふうりん）は、北海道札幌市北区屯田1条2丁目から5条12丁目にかけて広がる防風林。

## 概要
明治時代、開拓にあたる屯田兵が農作物を強風から守るため「コ」の字形に残した自然林の一辺が元になっており、新琴似屯田兵村と篠路屯田兵村の境界となっていた。
1966年（昭和41年）、両側の道路「ポプラ通」を含めて、面積27.5ヘクタール・延長2.2キロメートルの風致地区に指定された。防風林の中には散策路が整備されている。また、現在の市街地では見られない植物が多く自生し、オオウバユリ、エゾエンゴサク、ミヤマエンレイソウに関しては保護区域が設けられている。
さっぽろ・ふるさと文化百選のNo.087、ならびに北区歴史と文化の八十八選のうち「3.森と歴史の道〈屯田コース〉」に属する「45.屯田防風林」として、また美しい日本の歩きたくなるみち500選に選定されている。